# Tsuneoka Bunki
Tsuneoka Bunki (japanisch 常岡 文亀; geboren 13. November 1898 in Kaibara, Kreis Hikami (heute Stadt Tamba), Provinz Tamba/Präfektur Hyōgo; gestorben 29. November 1979) war ein japanischer Maler der Nihonga-Richtung.

## Leben und Werk
Tsuneoka Bunki wollte Maler werden und ging 1916 nach Tokio. Dort erhielt er seinen ersten Unterricht von Okada Shūrei (岡田 秋嶺 1876–1941), Koizumi Katsuji (小泉 勝爾; 1883–1945) und anderen. 1917 begann er ein Studium der Malerei im „japanischen Stil“ (Nihonga) an der „Tōkyō bijutsu gakkō“ (東京美術学校), einer der Vorläufereinrichtungen der heutigen Universität der Künste Tokio. Bereits während seines Studiums konnte er ein Bild auf der 1. Ausstellung der „Chūō bijutsu-ten“ (中央美術展) zeigen. Nach seinem Studienabschluss 1922 bildete er sich unter Yūki Somei weiter, wo er mit seinem Können unter seinen Mitstudenten auffiel.
1928 wurde Tsuneoka Assistenzprofessor an seiner Alma Mater. Er stellte gelegentlich auf der staatliche Ausstellungsreihe „Teiten“ aus. Das Bild „Keitōka“ (鶏頭花) – Hanenkamm-Blume, das er auf der 10. „Teiten“ 1929 zeigte, und das Bild „Shūro“ (棕櫚) – „Hanfpalmen“, das er 1933 auf der 14. zeigte, wurden mit Preisen ausgezeichnet. Bereits 1931 war er auf der „Ausstellung japanische Malerei“ in Berlin zu sehen.
Als 1935 die staatliche Ausstellungsreihe neu geordnet wurde, stellte Tsuneoka nicht auf der nun „Shin-Bunten“ genannten Reihe aus, sondern auch bei der „Kyūkōkai“ (九皐会), auf der „Inten“ und an anderen Stellen aus. Er war auch auf japanischen Ausstellungen in Paris und Bangkok zu sehen. Er wirkte bei der Neuordnung des Nihon Bijutsuin mit, 1942 wurde er Mitglied. Während des Pazifikkriegs zog er sich in seine Heimat zurück, war aber 1954 wieder in Tokio. Er stellte im Großkaufhaus Takashima aus, auch auf der „Nitten“, bzw. deren Nachfolger „Shin-Nitten“.
Tsuneoka malte „Blumen-Vögel-Bilder“ (花鳥画, Kachōga), wobei er dem Nihonga-Stil westlichen Realismus hinzufügte. Weitere Bilder sind „Saien shoka“ (菜園初夏) – „Frühsommer im Gemüsegarten“, „Kanna“ (カンナ) – „Blumenrohr“, „Niwa no kigi“ (庭の木々) – „Bäume im Garten“.